# Terre di Offida
Terre di Offida è la denominazione di origine controllata di un vino bianco prodotto nelle province di Ascoli Piceno e Fermo.

## Zona di produzione
La zona di produzione delle uve destinate alla produzione di Passerina passito e Passerina spumante comprende le aree vitate presenti nei comuni di Acquaviva Picena, Appignano del Tronto, Casteldilama, Castorano, Castignano, Cossignano, Montefiore dell'Aso, Offida, Ripatransone e parte dei comuni di Ascoli Piceno, Colli del Tronto, Campofilone, Carassai, Cupramarittima, Grottammare, Montalto Marche, Massignano, Monsampolo del Tronto, Montedinove, Monteprandone, Pedaso, Petritoli, Rotella, San Benedetto del Tronto, Spinetoli.
La zona di produzione delle uve destinate alla produzione di Passerina Vino santo è limitata all'intero territorio amministrativo dei comuni di Offida e Ripatransone.

## Storia
La coltivazione della vite nel Piceno ha origine antichissime: se ne parla in numerosi scritti di autori latini quali Catone, Varrone, Columella, Plinio il vecchio. Più recentemente il vitigno Passerina è citato in scritti di Soderini nel 1600 e Malenotti nel 1815.

## Tecniche di produzione
Le forme di allevamento sono riconducibili alla spalliera semplice.
Le operazioni di vinificazione e spumantizzazione, devono essere effettuate nel territorio delle province di Ascoli Piceno e Fermo.
L'appassimento delle uve e le operazioni successive per il passito e il Vino santo devono essere effettuate all'interno delle zone di produzione, fino raggiungere un tenore zuccherino minimo di 260 g/l.
Lo spumante deve essere ottenuto esclusivamente per rifermentazione naturale della durata di almeno 6 mesi.
Per passito e Vino santo si possono utilizzare solamente bottiglie di capacità massima di 0,7500 litri chiuse con tappo di sughero raso bocca; l'indicazione dell'annata di produzione delle uve è obbligatoria; per gli spumanti prodotti con il metodo classico è obbligatorio indicare l'anno della sboccatura.

## Disciplinare
La DOC è stata approvata come tipologie della DOC "Offida" con DM 23.05.2001 G.U. 136

Le tipologie spumante, vinsanto e passito sono state scorporate nell'attuale denominazione con DM 15.06.2011 G.U. 149

Successivamente il disciplinare ha subito le seguenti modifiche:
- DM DM 30.11.2011 G.U. 295 Pubblicato sul sito ufficiale del Mipaaf
- DM DM 7.03.2014 Pubblicato sul sito ufficiale del Mipaaf

La versione in vigore è stata approvata con PM 12.07.2017 pubblicato sul sito ufficiale del Mipaaf

## Tipologie
Colli di Offida può venire prodotto come Passerina spumante, Passerina passito e Passerina Vino santo
|                                | spumante              | passito                    | vino santo                 |
| uvaggio                        | Passerina minimo 85%. |                            |                            |
| titolo alcolometrico minimo    | 11,50% vol.           | 15,50% vol.                |                            |
| acidità totale minima          | 5,00 g.l.             | 4,50 g/l.                  |                            |
| estratto secco minimo          | 16 g/l.               | 25,00 g/l.                 |                            |
| resa massima di uva per ettaro | 120 q.                |                            |                            |
| resa massima di uva in vino    | 70%                   | 40%                        |                            |
| invecchiamento                 |                       | 18 mesi di cui 12 in legno | 36 mesi di cui 24 in legno |